# Most Bagration
Most Bagration (ros. Мост Багратион) – most dla pieszych łączący brzegi rzeki Moskwy w Moskwie. Łączy wieżowiec Basznia 2000 z Moskiewskim Międzynarodowym Centrum Biznesowym. Most został otwarty we wrześniu 1997 roku z okazji 850 rocznicy założenia Moskwy. Jego nazwa pochodzi od rosyjsko-gruzińskiego generała Piotra Bagrationa.
Długość mostu wynosi 214 m, szerokość 16 m, a wysokość nad rzeką 13 m. Jest dwupoziomowy, a w jego wnętrzu znajdują się sklepy i ruchome chodniki.